# Sân bay quốc tế Hà Hoa Trương Gia Giới
Sân bay Trương Gia Giới nằm ở Trương Gia Giới, Hồ Nam, Trung Quốc (IATA: DYG, ICAO: ZGDY).

## Các hãng hàng không hoạt động và điẻm đến
| Hãng hàng không         | Các điểm đến                                                            |
| ----------------------- | ----------------------------------------------------------------------- |
| Air China               | Bắc Kinh-Thủ Đô, Thành Đô                                               |
| China Eastern Airlines  | Thượng Hải-Phố Đông                                                     |
| China Southern Airlines | Bắc Kinh-Thủ đô, Trường Sa, Quảng Châu, Thượng Hải-Phố Đông, Thâm Quyến |
| Shanghai Airlines       | Quảng Châu, Thượng Hải-Phố Đông                                         |
| Sichuan Airlines        | Trùng Khánh                                                             |
| Spring Airlines         | Thượng Hải-Phố Đông                                                     |